# Antonín Rosa
Antonín Rosa (Ústí nad Labem, 12 novembre 1986) è un calciatore ceco, difensore del Všenorský.

## Caratteristiche tecniche
Terzino sinistro, può giocare anche come difensore centrale.

## Carriera

### Club
Vanta 5 presenze e 2 reti in Europa League, 3 incontri e 1 gol in Coppa Intertoto.

### Nazionale
Ha giocato nelle nazionali giovanili ceche Under-18, Under-19 ed Under-21.